# Solenocera algoense
Solenocera algoense är en kräftdjursart som beskrevs av Barnard 1947. Solenocera algoense ingår i släktet Solenocera och familjen Solenoceridae. Inga underarter finns listade i Catalogue of Life.